# Matilde Lalín
Pour les articles homonymes, voir Lalin (homonymie).
Matilde Noemí Lalín est une mathématicienne argentino-canadienne spécialisée en théorie des nombres et connue pour son travail sur les L-fonctions, la mesure de Mahler, et leurs connexions. Elle est professeure de mathématiques à l'université de Montréal,.

## Formation et carrière
Lalín est originaire de Buenos Aires, et possède la double citoyenneté de l'Argentine et du Canada. En tant qu'élève du secondaire, elle a représenté l'Argentine à deux reprises aux Olympiades internationales de mathématiques, en 1993 et 1995, remportant une médaille d'argent en 1995.
Elle a obtenu une licence en 1999 à l'université de Buenos Aires,. Après avoir commencé des études supérieures à l'université de Princeton et avoir passé un mandat en tant qu'étudiante invitée à l'université Harvard, elle a terminé son doctorat en 2005 à l'université du Texas à Austin. Sa thèse, intitulée Some Relations of Mahler Measure with Hyperbolic Volumes and Special Values of L-Functions (Certaines relations de la mesure de Mahler avec les volumes hyperboliques et les valeurs spéciales des fonctions L), y a été supervisée par Fernando Rodriguez-Villegas.
Elle est devenue chercheuse postdoctorale à l'Institute for Advanced Study, au Mathematical Sciences Research Institute, à l'Institut des hautes études scientifiques, à l'Institut Max-Planck de mathématiques et au Pacific Institute for the Mathematical Sciences, avant d'obtenir un poste de professeur menant à la permanence en 2007 en tant qu'assistante professeure de mathématiques à l'université de l'Alberta. Elle a déménagé à l'université de Montréal en 2010, y a été titularisée comme professeure agrégée en 2012 et a été promue professeure titulaire en 2018.

## Reconnaissance
Lalín est la lauréate 2022 du prix Krieger-Nelson de la Société mathématique du Canada, « pour ses contributions exceptionnelles à la recherche en théorie des nombres et dans des domaines connexes ».
Le 18 octobre 2023, Lalìn est nommée Fellow de l’association des femmes en mathématiques pour sa contribution au comité des femmes en mathématiques de l’Union mathématique internationale et son leadership dans le Women in Numbers Network.